# オスカル・アルフレード・ガルベス
オスカル・アルフレード・ガルベス (Oscar Alfredo Gálvez, 1913年8月17日 - 1989年12月16日) は、アルゼンチンのレーシングドライバー。彼の伝記を書いたジャーナリスト、ペドロ・フィオーレは彼に愛称「El aguilucho」（鷲）を与えた。彼は1953年のF1世界選手権第1戦アルゼンチングランプリに参加し、2ポイントを獲得した。
彼は大変人気のあったドライバーで、弟のフアン・ガルベス（1916年 - 1963年）と一緒にツーリスモ・カレテラで活躍した。
アウトドローモ・オスカル・アルフレード・ガルベスは彼に因んで改名された。

## 経歴

### ツーリスモ・カレテラ
1934年、21歳でオスカルは弟のフアンと共に古いフォードT型を買った。彼らは車嫌いの父親から目を遠ざけるため、それを友人のところに隠したが、車に対して唯一の情熱を発見した。間もなく2人は自身の自動車メカニックショップを開業し、インターシティ・レースで使用するフォード・35を準備した。ブエノスアイレス、ロサリオ、コルドバ、サンタフェで行われたレースで、ガルベスは平均119km/hの速度を出し、第1ステージで6位に付けその名が全国に知れ渡った。しかしながら第2ステージでは彼の車はライバルのレベルにはほど遠く、結局参加を取りやめた。彼はプロダクションカーでのツーリスモ・カレテラへ転向し、アルゼンチンの象徴的ドライバーであるファン・マヌエル・ファンジオのライバルとなった。ガルベスは1947年に最初のタイトルを獲得し、結局ツーリスモ・カレテラでは169戦に出場、その全てでフォード車を使用、43勝を挙げて5度のタイトルを獲得した。（1952年の6勝を含む。）

### フォーミュラ1
ガルベスは1949年2月6日に開催されたフォーミュラ・リブレのレースで、アルファロメオ308をドライブしてファンジオに先だちコパ・エバ・ペロンを獲得した。ガルベスはその後、ヨーロッパで活動するためにアルゼンチン政府による財政支援の提供の申し出があったが、ファンジオやフロイラン・ゴンザレスとは異なり、独裁者からの支援を拒否した。
ガルベス兄弟はアルゼンチン国内での活動を続けた。1953年1月18日、アルゼンチン史上初のF1世界選手権がブエノスアイレスで開催され、オスカルも参戦した。彼はマセラティのワークスチームでA6GCMをドライブ、ファンジオ、ゴンザレス、フェリーチェ・ボネットとチームメイトとなった。レースは9番グリッドからスタートし、アルベルト・アスカリが優勝したが、彼は5位に入った。ゴンザレスは3位に入った一方、ファンジオとボネットはリタイアした。ガルベスは2ポイント獲得し、シーズンではランキング15位となった。
15日後、彼は最後となるF1レース、ノンタイトル戦のグラン・プレミオIXシウダード・デ・ブエノスアイレスに参戦、ゴンザレス、ボネット、ファンジオと共にマセラティのワークスマシンをドライブした。レースはジュゼッペ・ファリーナが勝利し、彼は同一周回で6位、ゴンザレスは4位、ボネットは7位、ファンジオは9位となった。

## 引退
ガルベスはもはやフォーミュラ1をドライブしなかったが、フォードでの競技に転向した。1963年に弟のフアンがレース中の事故で死亡、オスカルは競技の継続に疑問を抱いた。翌64年、彼は引退を決意した。
オスカル・ガルベスは膵臓癌を患い、1989年12月16日にサンイシドロで76歳で死去した。死の直前、ブエノスアイレス市政府は1952年に建造されたブエノスアイレスサーキット（アウトドローモ・17・デ・オクタブレ）を改名、以後同サーキットはアウトドローモ・オスカル・アルフレード・ガルベスと呼ばれる。

## F1での年度別成績
（凡例）
| 年     | チーム                                 | シャシー         | エンジン             | 1     | 2   | 3   | 4   | 5   | 6   | 7   | 8   | 9   | 順位 | ポイント |
| ------ | -------------------------------------- | ---------------- | -------------------- | ----- | --- | --- | --- | --- | --- | --- | --- | --- | ---- | -------- |
| 1953年 | オフィシーネ・アルフィエリ・マセラティ | マセラティ A6GCM | マセラティ 直列6気筒 | ARG 5 | 500 | NED | BEL | FRA | GBR | GER | SUI | ITA | 15位 | 2        |

## 参照
- Profile from GrandPrix.com